# غريم والشرير
غريم والشرير (بالإنجليزية:Grim & Evil) هو مسلسل رسوم متحركة أمريكي أنشأه ماكسويل اتومز لصالح كرتون نتورك وهو يتألف من جزأين الذي انقسم في النهاية إلى سلسلتين خاصة بهما، مغامرات بيلي وماندي وإيفل كون كارلي
تتعامل مغامرات بيلي وماندي مع مغامرات طفلين صغيرين يُدعى على التوالي بيلي وماندي، وقد راهنًا بعد الاحتفال بعيد ميلاد الهامستر الأليف بيلي، على أن حاصد الارواح سيخسر أمامهم في ليمبو في لعبته الخاصة من لعبة ليمبو في جهد لإنقاذ الهامستر، يفوز بيلي وماندي بالرهان ويصبح غريم «أفضل صديق لهما إلى الأبد» كجزء من الصفقة
يتبع إيفل كون كارلي مغامرات هيكتور كون كارني، وهو فتى ثري دُمر جسده في انفجار هائل، أعضائه الوحيدة الباقية هي دماغه ومعدته، وقد وُضعت في جرار وربطت بدب سيرك يُدعى بوسكوف
تم عرض العرض لأول مرة في 24 أغسطس 2001 على كرتون نتورك، وانتهى أول 13 حلقة في 18 أكتوبر 2002، كانت هناك أيضًا مجموعة أخرى من 13 حلقة تم إعدادها للعرض، ولكن تم بثها على كرتون نتورك عندما تم تقسيم العرض إلى كلا العرضين في عام 2003، تم بث الموسم الثالث في المملكة المتحدة في 20 أكتوبر 2003.

## وصلات خارجية
1. ↑   http://live.dbpedia.org/resource/Grim_&_Evil. اطلع عليه بتاريخ 2020-04-19. {{استشهاد ويب}}: |url= بحاجة لعنوان (مساعدة) والوسيط |title= غير موجود أو فارغ (من ويكي بيانات) (مساعدة)
2. ↑   http://dbpedia.org/resource/Grim_&_Evil. اطلع عليه بتاريخ 2020-04-19. {{استشهاد ويب}}: |url= بحاجة لعنوان (مساعدة) والوسيط |title= غير موجود أو فارغ (من ويكي بيانات) (مساعدة)